# Плешешть (Берка, Бузеу)
Плешешть, Плешешті (рум. Pleșești) — село у повіті Бузеу в Румунії. Входить до складу комуни Берка.
Село розташоване на відстані 105 км на північний схід від Бухареста, 17 км на північний захід від Бузеу, 104 км на захід від Галаца, 94 км на південний схід від Брашова.

## Населення
За даними перепису населення 2002 року у селі проживали 895 осіб, з них 893 особи (99,8%) румунів. Усі жителі села рідною мовою назвали румунську.